# Anoecia major
Anoecia major är en insektsart som beskrevs av Carl Julius Bernhard Börner 1950. Enligt Catalogue of Life ingår Anoecia major i släktet Anoecia och familjen långrörsbladlöss, men enligt Dyntaxa är tillhörigheten istället släktet Anoecia och familjen gräsrotbladlöss. Arten är reproducerande i Sverige. Inga underarter finns listade i Catalogue of Life.